# Central Plaza Zürich

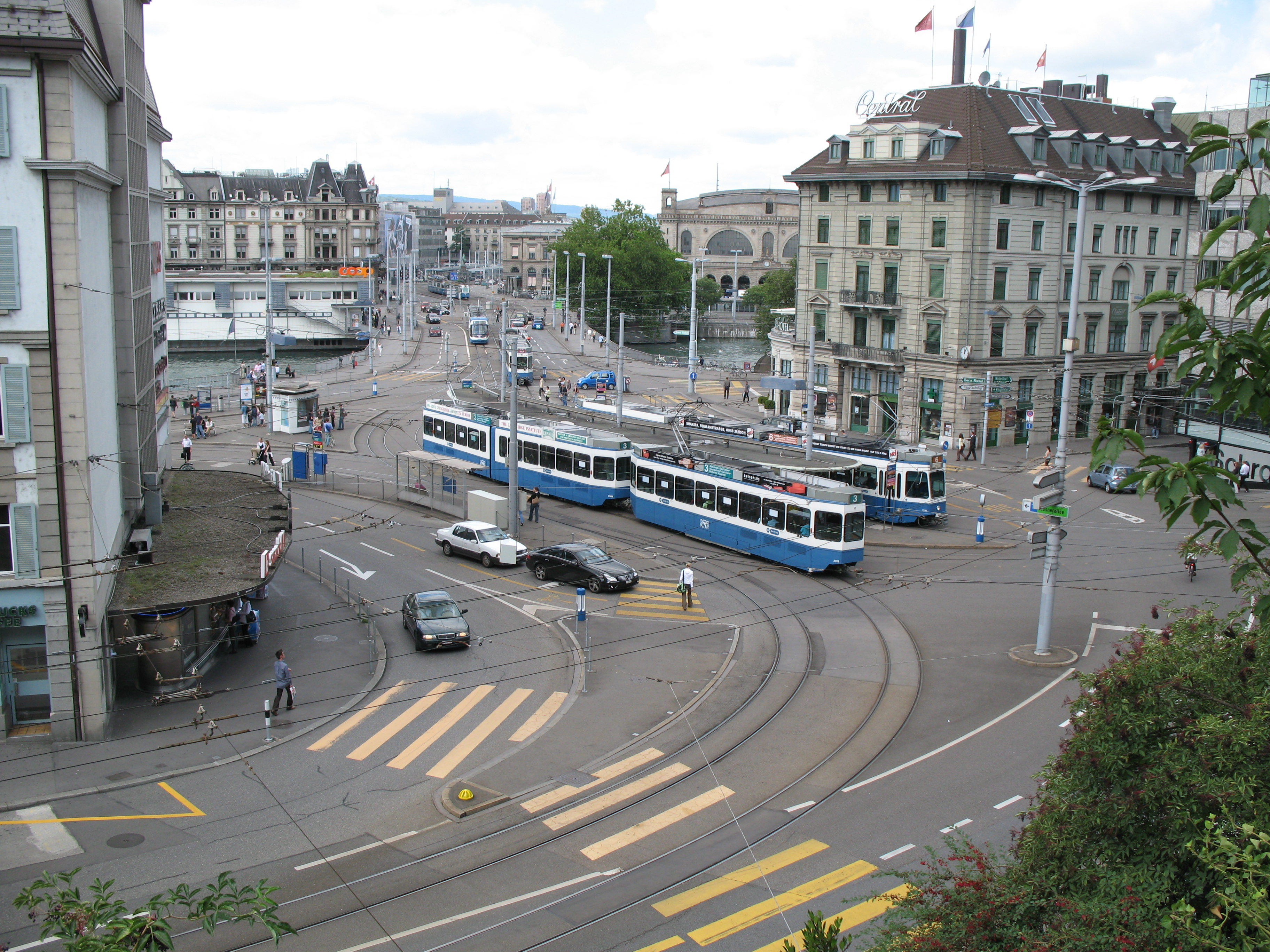
Das Hotel Central Plaza vom Hirschengraben aus gesehen

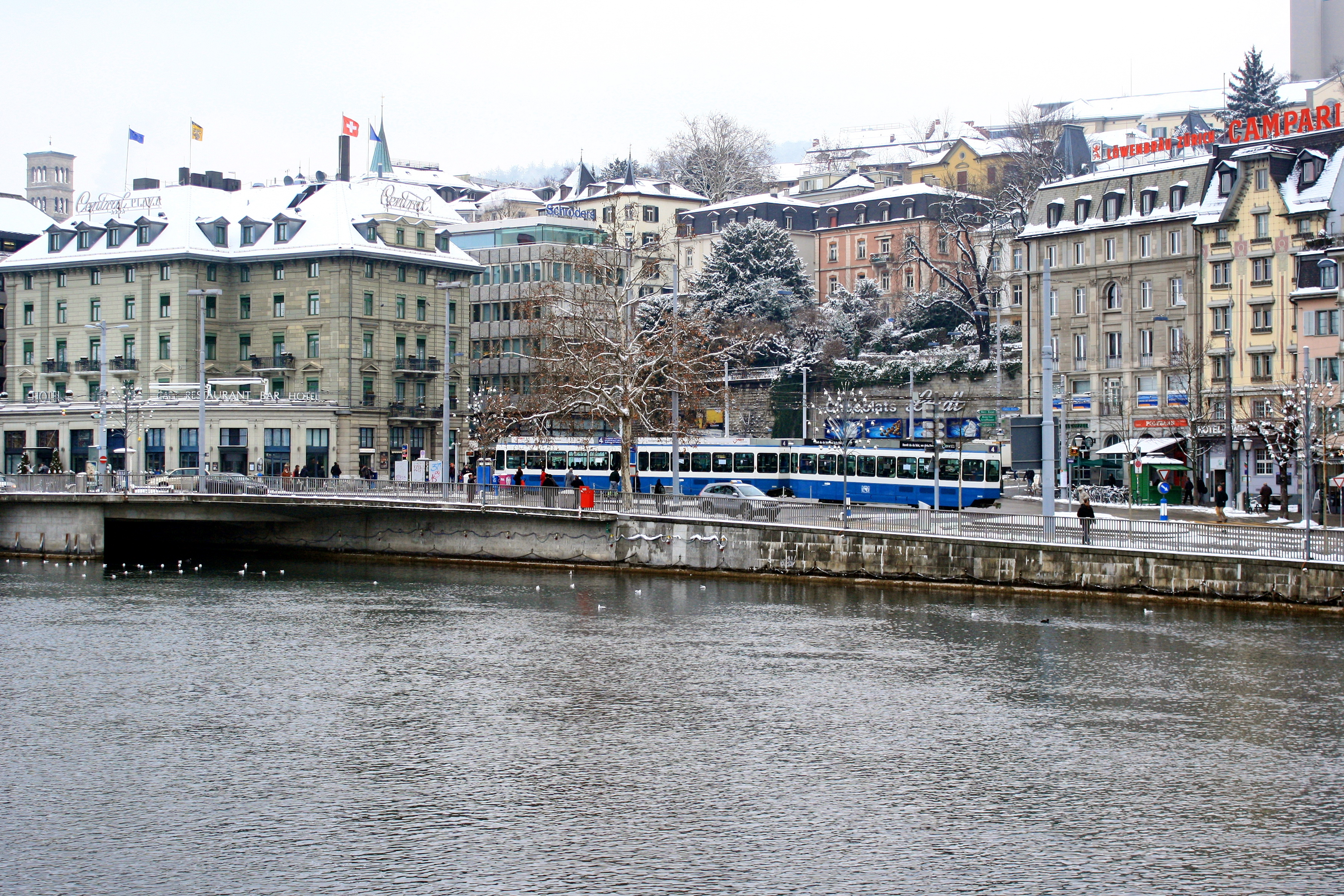
Im Winter vom Mühlesteig aus

Das Hotel Central Plaza ist ein 4-Sterne-Hotel in Zürich. Es liegt auf der rechten Seite der Limmat am nördlichen Rand der Altstadt am Central, dem es den Namen gab. Das Hotel wurde für die Schweizerischen Landesausstellung 1883 errichtet und im Jahr der Ausstellung eröffnet.
Das Hotel hat aktuell 103 Zimmer, die je nach Buchungszeitpunkt und Zimmerkategorie (Einzelzimmer bis Suite) zwischen 180 und 500Schweizer Franken (186 und 516 Euro) kosten (Stand Juli 2024). Ausserdem verfügt das Haus über zwei Seminarräume, die zwischen 16 und 18 Gästen Platz bieten, das Restaurant «King’s Cave» mit 88 Plätzen im Souterrain, eine Hotelbar mit Live-Pianomusik im Erdgeschoss sowie in den Sommermonaten eine Terrasse.
Der Bau ist von vielen Punkten entlang der Limmat und beispielsweise vom Lindenhof aus gut sichtbar und ein fester Bestandteil des Zürcher Stadtbilds.

## Geschichte

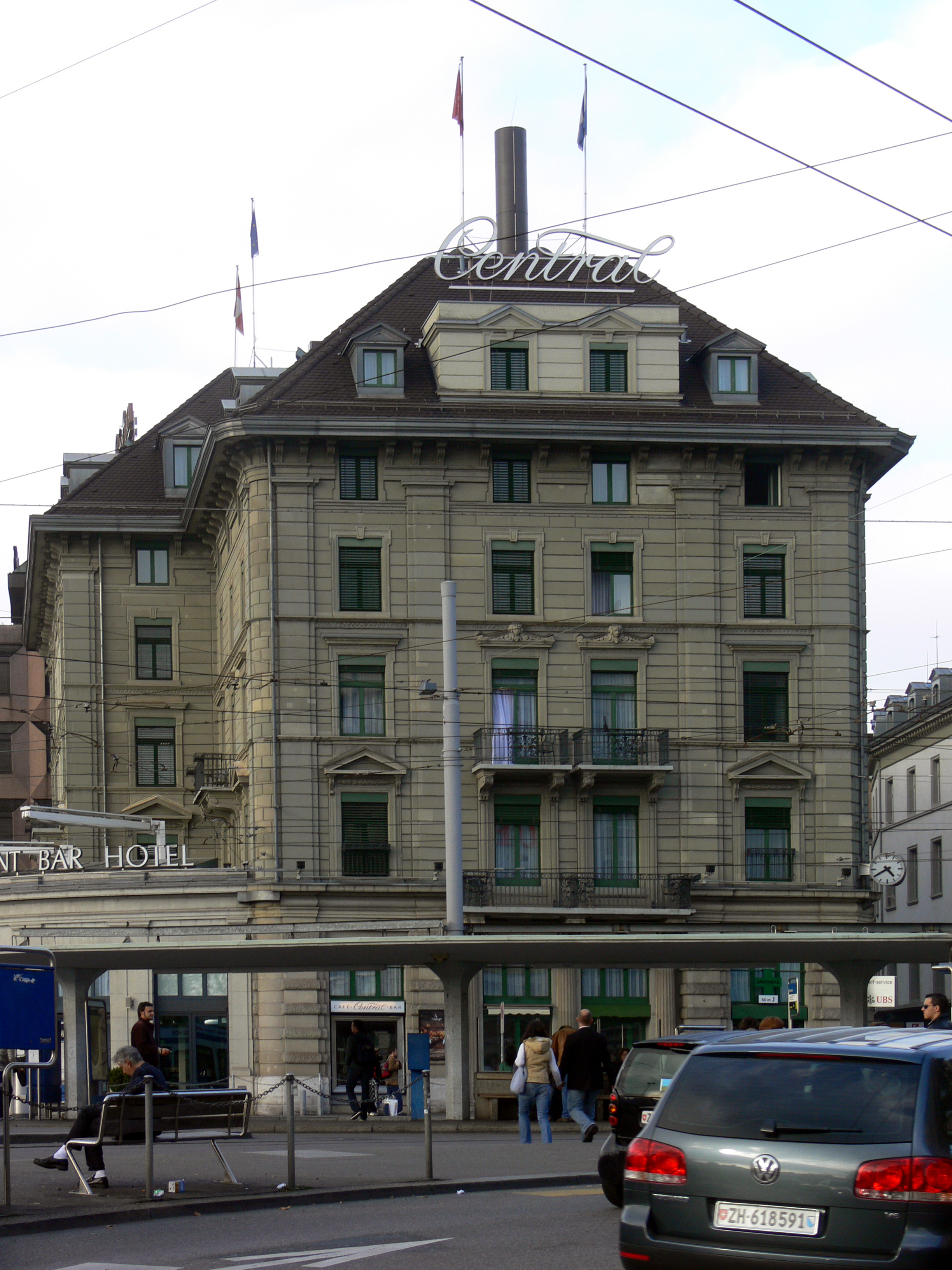
Ansicht von Süden

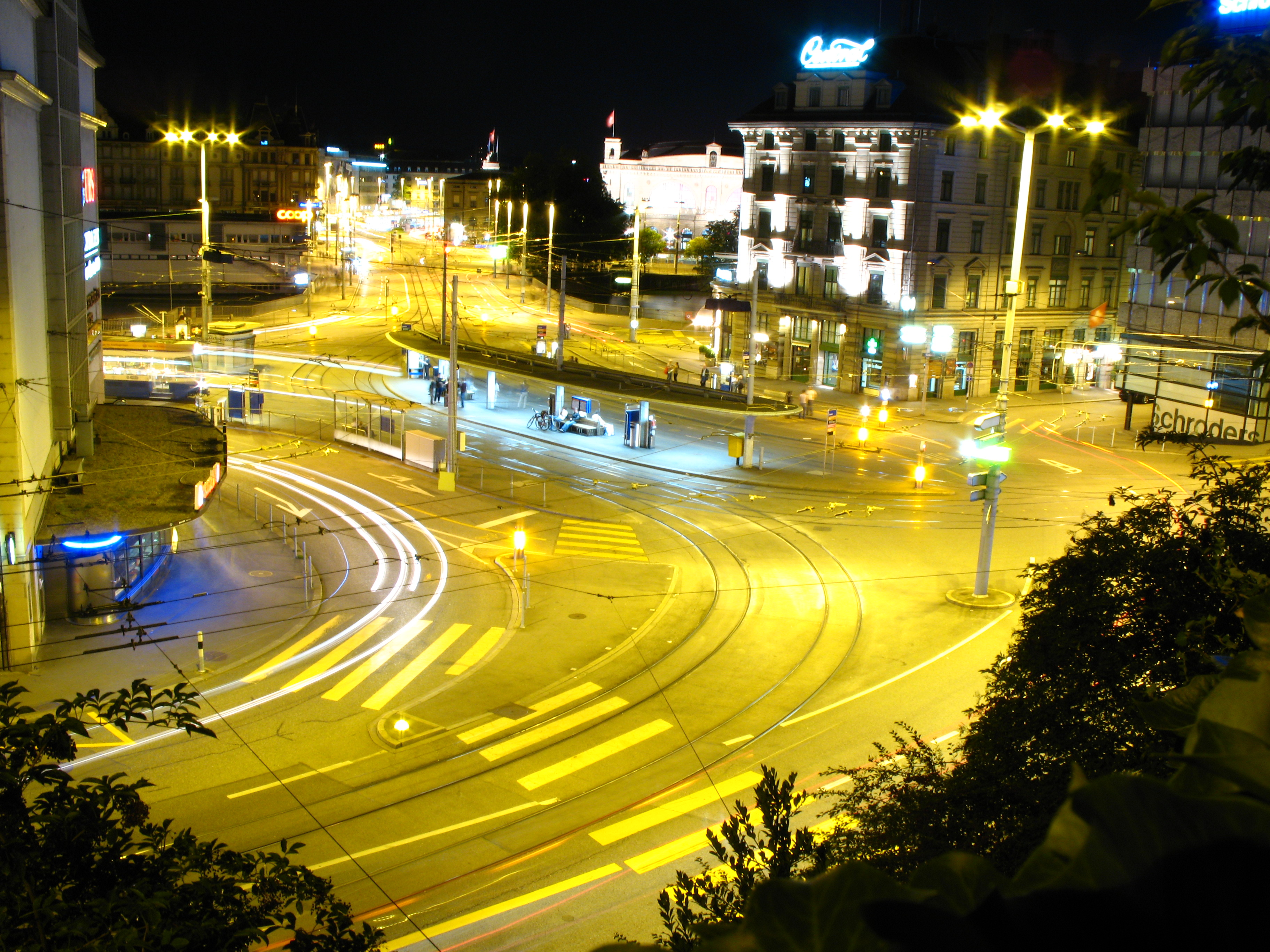
Vom Hirschengraben aus bei Nacht

In den Jahren 1882 und 1883 wurde das Hotel, das dem vorgelagerten Platz «Central» den Namen gab, durch die Bauunternehmung Baur & Nabholz an der Stelle der Escher-Wyss-Maschinenfabrik errichtet. Im Jahr 1892 erwarb Emil Baltischwiler das Hotel von der Erbauern, am 1. Oktober 1909 verkaufte er es bereits wieder an die Familie Paul Julius Elwert-Eggen, Ahnen der heutigen Besitzer. Unter der Leitung von Edi Elwert, der das Haus von 1919 bis in die siebziger Jahre führte, wurde das «Central» zu einer bekannten und geschätzten Adresse in Zürich.
Am Hotel Central vorbei führt die Stampfenbachstrasse, die frühere «Strasse nach Schaffhausen» oder «Untere Strasse», die dem Stadtteil Unterstrass den Namen gab. Nördlich des Hotels stand zwischen Strasse und Limmat seit dem 12. Jahrhundert eine Mühle, die «Paradiesmühle». Um 1657 wurde sie mit dem Bau der dritten Stadtbefestigung ins damalige Paradiesbollwerk integriert. Zu diesem Zweck wurde die Mühle als eine «Walchi» (Tuchwalke) neu errichtet und «Neumühle» genannt; der heutige Name des Neumühlequais, der westlich am Hotel vorbeiführt, respektive des Walcheplatzes und der Walchebrücke erinnern daran.
1922 wird der eingeschossige, teils halbrunde Vorbau auf der Seite des Neumühlequais angebaut, in dem sich heute Teile der Hotelbar befinden.
Die auf dem Dach angebrachte wandelnde Leuchtreklame war die erste ihrer Art in Europa. Auch neuste Nachrichten wurden so publiziert.
Am 3. November 1950 wurde der dem Haus vorgelagerte Leonhardplatz vom Zürcher Stadtrat offiziell in «Central» umbenannt, da er von der Bevölkerung ohnehin nur so genannt wurde und der ursprüngliche Name den Zürchern kaum bekannt war.
Da das Hotel den modernen Ansprüchen mit der Zeit nicht mehr gerecht wurde, fand von Dezember 1981 bis November 1983 ein fast vollständiger Umbau in den bestehenden Aussenmauern statt. Das Gebäude wurde komplett ausgehöhlt und von unten nach oben hin neu errichtet. Lediglich die Fassade von 1883 blieb erhalten. Das Richtfest wurde 100 Jahre nach der einstigen Eröffnung im Hof des Landesmuseums vis-à-vis des Hotels auf der linken Limmatseite gefeiert. Im September 1983 wurde der Hotelbetrieb wieder aufgenommen. Als Besonderheit wurden unter dem Haus Vorbereitungen für den erst im Jahr 1989 eröffneten Hirschengrabentunnel der Zürcher S-Bahn vorgenommen: Nur an dieser Stelle verläuft der ansonsten einröhrige Tunnel aufgrund des knappen Höhenunterschieds in einem damals erstellten zweispurigen Kasten unter dem angrenzenden Publicitas-Haus.
In der seit 1973 geöffneten Café Central Piano Bar des Hotels spielte im Juni 1989 einen Monat lang Diana Krall, bevor sie berühmt wurde.
In den Folgejahren wurden immer wieder kleinere und grössere Umbauten vorgenommen. So wurden Anfang der Neunzigerjahre einige neue Räumlichkeiten vom benachbarten Gebäude zugemietet, 1997 die zur Central-Seite im Gebäude befindliche Bankfiliale teilweise rückgebaut und infolgedessen das hauseigene Restaurant vergrössert sowie 2005/06 im ersten Stock anstelle einiger Büroräume neue Zimmer eingerichtet. Ebenfalls 2006 erhielt das Hotel einen Fitnessraum, und die Réception wurde neu gestaltet.